# Max Uhle
Friedrich Max Uhle (Dresda, 25 marzo 1856 – Loben, 11 maggio 1944) è stato un archeologo tedesco.
I suoi scavi in Perù, Ecuador, Bolivia e Cile, effettuati tra la fine del XIX secolo e l'inizio del XX secolo, ebbero un notevole impatto nell'archeologia dell'America del Sud. Fu il primo ad effettuare studi stratigrafici nella zona andina e a stilare una sequenza cronologica dei reperti trovati; si interessò inoltre di etnografia e di linguistica relativamente alle popolazioni indigene.

## Biografia
Nato a Dresda, in Sassonia, il 25 marzo 1856, Friedrich Max Uhle proveniva da una famiglia altolocata della città; dopo aver studiato in collegio a Meißen, nel 1875 raggiunse l'Università di Lipsia, dove si laureò nel 1880 con una tesi sulla grammatica medievale della lingua cinese. Ottenne il primo impiego al museo zoologico e antropologico-etnologico di Dresda, dove mostrò particolare interesse per l'antropologia, soprattutto riferita alla Malaysia e alla Nuova Guinea, probabilmente a causa della natura delle collezioni presenti nell'istituzione; in questo periodo conobbe Alfons Stübel, suo concittadino, che con Wilhelm Reiss aveva descritto nell'opera Das Totenfeld von Ancón in Peru uno dei primi scavi archeologici andini.
Dal 1888 cominciò a lavorare all'Ethnologisches Museum di Berlino, dove collaborò con il direttore, Adolf Bastian, anch'egli grande conoscitore dell'America del Sud, che aveva descritto nei tre volumi della sua opera Die Kulturländer des alten America. Nel corso della sua permanenza a Berlino, Uhle si occupò dell'organizzazione del VII Congresso Internazionale degli Americanisti, tenutosi nella capitale tedesca nel 1888, curando per l'occasione un catalogo e un saggio; in quest'ultimo propose una prima classificazione delle lingue dei nativi americani. In seguito allo studio delle collezioni etnografiche e archeologiche raccolte da Stübel, Reiss e Koppel scrisse Kultur und Industrie südamerikanischer Völker (1889-1890); sempre basandosi sulle fotografie e le misurazioni effettuate da Stübel compose in seguito Die Ruinenstätte von Tiahuanaco (1892), opera nella quale descrisse e interpretò i ritrovamenti del sito archeologico di Tiahuanaco, indicandoli precedenti alla dominazione incaica.
Nel 1892 compì il suo primo viaggio in America del Sud, sovvenzionato dal museo per il quale lavorava. Sbarcato a Buenos Aires, viaggiò nelle regioni dell'Argentina nord-occidentale, dove esplorò diversi siti e raccolse numerose collezioni; passò in seguito in Bolivia, dove si dedicò a studi linguistici ed etnografici sulla popolazione indigena. Giunto alle rovine di Tiahuanaco, protestò pubblicamente alla scoperta che il reggimento dell'esercito di stanza nella regione stava usando le antiche litosculture come bersaglio nelle esercitazioni di tiro; riuscito a fermare il vandalismo, tuttavia, non ottenne il permesso per effettuare scavi nel sito. Grazie a un sovvenzionamento dell'Università della Pennsylvania, sollecitata da Stübel e Bastian a prendersi carico del suo lavoro, Uhle passò in Perù, dove eseguì diversi scavi. Tra il 1896 e il 1897 intraprese a Pachacamac la sua più grande campagna di scavi fino a quel momento, destinata ad avere un immediato effetto sull'archeologia americana.
Dopo un periodo di due anni passati negli Stati Uniti d'America tornò in Perù nel 1899, stavolta grazie al sovvenzionamento di Phoebe Hearst e della University of California. La nuova campagna gli permise di fare maggior luce sul periodo pre-incaico, allora considerato una lunga preistoria indefinita fino alla formazione del Tahuantinsuyu, ponendo particolare importanza allo studio dei siti funerari e introducendo la stratigrafia nei suoi lavori per poter stabilire una corretta sequenza cronologica del periodo pre-ispanico.
Tornato negli Stati Uniti, Uhle si trasferì a San Francisco e sposò nel 1903 la connazionale Charlotte Grosse, traduttrice dal tedesco all'inglese di alcune sue precedenti opere, conosciuta a Filadelfia durante il precedente soggiorno. Con lei partì pochi mesi dopo per una nuova campagna archeologica in Perù, finanziata anch'essa dalla University of California. Durante gli scavi nel sito di Ancón scoprì una sepoltura che collocò esattamente all'inizio della sua sequenza cronologica, appartenendo a quella che in seguito verrà chiamata cultura Chavín. Allo scadere del contratto con la signora Hearst, Uhle fu contattato dal governo peruviano, che gli chiese di sovrintendere alla creazione di un nuovo museo a Lima e alla protezione dei siti archeologici sul suolo nazionale; il nuovo lavoro lo costrinse a dedicarsi solo saltuariamente al lavoro sul campo e ad occuparsi maggiormente di questioni amministrative e burocratiche. Il Museo de Historia Nacional fu inaugurato il 29 luglio 1906; Uhle rimase a capo dell'istituzione fino al 1911.
In qualità di delegato peruviano nel 1910 partecipò con la moglie al XVII Congresso Internazionale degli Americanisti, tenutosi a Buenos Aires. Nell'occasione svolse anche il ruolo di guida informale per i delegati che organizzarono una serie di escursioni tra Cile, Bolivia e Perù. L'anno successivo accettò la proposta del governo cileno, che gli propose di curare il nuovo Museo de Etnología y Antropología a Santiago. Rimase nella città quattro anni, partecipando alla vita culturale e insegnando all'Università del Cile. Effettuò inoltre diversi scavi in diverse zone del Paese. Alla scadenza del contratto Uhle rifiutò il rinnovo, convintosi a tornare in Germania nonostante fosse allora in corso la prima guerra mondiale. Aspettando la fine del conflitto si trasferì ad Arica.
Al termine della guerra la moglie partì per Buenos Aires, da dove avrebbe dovuto imbarcarsi per la Germania a curare gli interessi familiari in attesa del ricongiungimento del marito; durante il viaggio fu però colpita da un attacco di cuore che la rese debole, portandola alla morte nella capitale argentina. Max Uhle si era nel frattempo trasferito in Ecuador su invito di Jacinto Jijón y Caamaño, fondatore della Sociedad Ecuatoriana de Estudios Historicos Americanos. Nel Paese rimase fino al 1933, effettuando una serie di scavi, insegnando all'Universidad Central di Quito e curando la creazione Nel 1924 partecipò a Göteborg al XXI Congresso Internazionale degli Americanisti; nell'occasione presentò uno studio nel quale indicava un'origine comune centroamericana, e specificamente Maya, per tutte le culture complesse dell'America del Sud. I ritrovamenti da lui scoperti nel sito di Alangasí di alcuni frammenti di ceramica associati ad ossa di mastodonte lo convinsero a ipotizzare in un saggio che l'estinzione dell'animale fosse più recente di quanto supposto fino ad allora, dal momento che è difficile pensare alla presenza di ceramica nel Pleistocene. Nel 1925 un incendio danneggiò l'università e il museo, distruggendo gran parte delle collezioni raccolte da Uhle in Ecuador; l'archeologo tedesco tornò in Germania nel 1933, accettando la pensione offerta dal governo tedesco.
Nella sua patria, Uhle continuò a scrivere e ad insegnare all'Università di Berlino. Lo scoppio della seconda guerra mondiale lo sorprese a Lima, dove si era recato per partecipare al XXVII Congresso Internazionale degli Americanisti; trattenuto dal governo peruviano, gli fu concesso di riprendere la via per la Germania solo nel 1942. Friedrich Max Uhle morì ottantottenne a Loben, in Alta Slesia, allora territorio tedesco, l'11 maggio 1944.